# 흐르는 별
"흐르는 별"은 한국에서 제작된 김묵 감독의 1958년 영화이다. 이민 등이 주연으로 출연하였고 박민 등이 제작에 참여하였다.

## 출연

### 주연
- 이민
- 문정숙
- 최남현

## 기타
- 조명: 김영달
- 녹음: 최칠복
- 미술: 박석인